# Ижевский теплоход

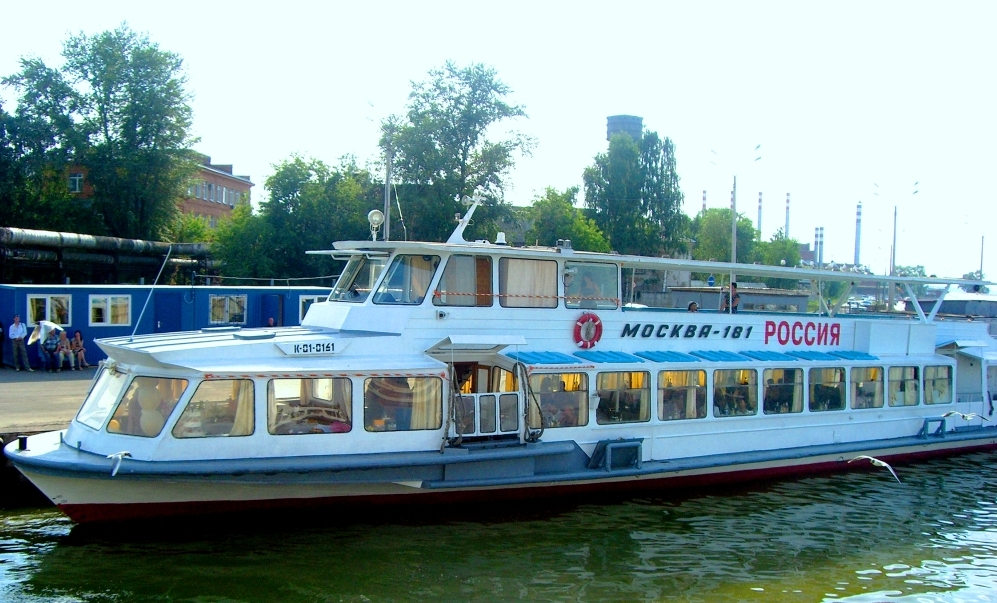
Теплоход «Москва-181» на пристани «Ижевск»

Иже́вский теплохо́д — водный транспорт, действующий в период навигации на Ижевском пруду.

## История
Начало навигации на Ижевском пруду относят к 1892 году. Документально подтверждено, что с 1902 года Ижевские оружейные заводы обслуживались двумя пароходами производства Воткинского завода — грузо-пассажирский буксирный пароход «Иж» (длиной около 12 м колёсный пароход с одной каютой впереди) и грузо-пассажирский пароход «Шрапнель», которые перевозили грузы и пассажиров. Непосредственно на Ижевских заводах было построено ещё как минимум два парохода — буксирные баркасы «Ижевск» и «Мария».

### «Иж» и «Шрапнель»
Проект первого парохода для ижевского пруда «Иж» разработали в 1892 г. На первых листах технической документации пароход числится как «Ижевский завод», и лишь позднее — «Иж». Основные размеры корпуса составляли: длина 16,8 м, ширина корпуса — 2,9 м, ширина с колёсами — 6,1 м, осадка — 0,61 м. На судне стояла одна паровая машина мощностью 20 л. с.
Десятилетний перерыв с момента разработки проекта и временем начала навигации связывают с трудностями доставки парохода в Ижевский пруд. Первоначально разрабатывался план водной доставки парохода через реки Вотка — Сива — Кама — Иж, который не был принят из-за требовавшихся вложений в транспортировку по извилистому и мелководному фарватеру Ижа. Второй альтернативный вариант заключался в строительстве парохода так называемым «хозяйственным способом», когда практически на неподготовленном берегу осуществляется «отвёрточная» сборка. От этого варианта также отказались из-за невозможности преодоления ряда объективных трудностей.
Третий вариант предполагал доставку парохода на Ижевский пруд волоком. С помощью жителей близлежащих деревень отремонтировали дорогу Гольяны — Ижевский завод. Начальник интендантской службы охраны завода Крюков, назначенный ответственным за доставку теплохода в Ижевск, лично изучил все спуски и подъёмы, сделал необходимые расчёты и ранней весной отправился на Воткинский завод, чтобы осмотреть уже готовый пароход. Реализацию операции назначили на зиму, чтобы можно было несколько снизить трудозатраты. Окончательная комплектация парохода происходила уже на берегу Ижевского пруда между зданием заводоуправления и пожарной частью. И летом 1902 г. пароход «Иж» начал навигацию, перевозя плоты из древесины с Воложки.
Удачный опыт доставки «Ижа» на Ижевский пруд способствовал тому, что спустя некоторое время был заказа второй более крупный пароход — «Шрапнель». Водоизмещение его составляло 64,9 т, размеры: 30,5 м длина, 4,88 м ширина и 0,61 м осадка. Как и на «Иже», на нём стояла одна паровая машина мощностью 20 л. с. Размеры носовой каюты существенно увеличили для перевозки пассажиров. Судно доставили на пруд по той же технологии, что и «Иж». Весной 1904 г. «Шрапнель» начала навигацию по пруду, совершая каждый день по три рейса: первый — на заводскую лесопилку, второй — на плотину к заводоуправлению, третий — в Колтоминском направлении с промежуточной остановкой между Средней улицей и парком.
Оба судна успешно пережили превратности Гражданской войны, не пострадав в ходе боёв в районе Ижевска, и продолжили свою работу после неё под новыми революционными наименованиями «Красный сплавщик» («Иж») и «Свобода» («Шрапнель»).
1940—1950-е годы, когда проход по плотине пруда перевели на пропускной режим, пароходы стали единственным средством коммуникации через пруд, доставляя в том числе и рабочих к проходной. «Иж» («Красный сплавщик») в конце 1940-х был выведен из службы, спустя 20 лет списали «Шрапнель» («Свободу»).
Первый винтовой пароход, самый быстрый, появился на пруду в 1916 году. Его назвали «Шторм».

### Речные трамваи
После 1936 года на пруд были доставлены из Перми первые серийные изделия — «речные трамваи». Они осуществляли основные пассажирские перевозки. В 1950-е годы появлялись катера, а с 1970 года — быстроходный теплоход типа «Заря», шедший до Воложки не более 20 минут. Через 16 лет его пришлось снять с эксплуатации, так как сильная волна от него подмывала берега, уничтожая икру и молодь.
В 1983—1990 годах пристань «Ижевск» находилась со стороны Летнего сада. Когда на месте причала началось строительство Южной набережной, остановку теплоходов перенесли на проезд Дерябина.
В 1982 году в Ижевск привезли теплоход «Москва-117». Своим ходом он дошёл до Сарапула, затем его везли по автодороге в Ижевск через Гольяны, а затем по дорогам Ижевска. В нескольких районах города отключали электричество и поднимали питающие провода на пути следования, — теплоход оказался очень высоким даже с учётом того, что рубку с него на время перевозки сняли. Во время транспортировки трамваи и троллейбусы не ходили в городе несколько часов.

## Современное состояние
В летний период на Ижевском пруду действует внутригородской маршрут речного трамвая «Пристань Ижевск — Воложка», обслуживаемый предприятием «Парки Ижевска». В настоящее время предприятием эксплуатируются два теплохода типа Москва. Пристань, от которой отходят теплоходы в Ижевске расположена на проезде Дерябина, около плотины пруда. Во время пути до микрорайона Воложка суда также осуществляют остановку у причалов Воскресенского и «Соловьёвские дачи». Остановка на пристани «Юровский мыс» не осуществляется в связи с разрушением причала.
В сезон количество пассажиров, перевозимых на теплоходах, составляет около 300 тысяч пассажиров.
По состоянию на 2022 год эксплуатацию пассажирского водного транспорта по Ижевскому пруду осуществляет АО «Парки Ижевска».

## Галерея

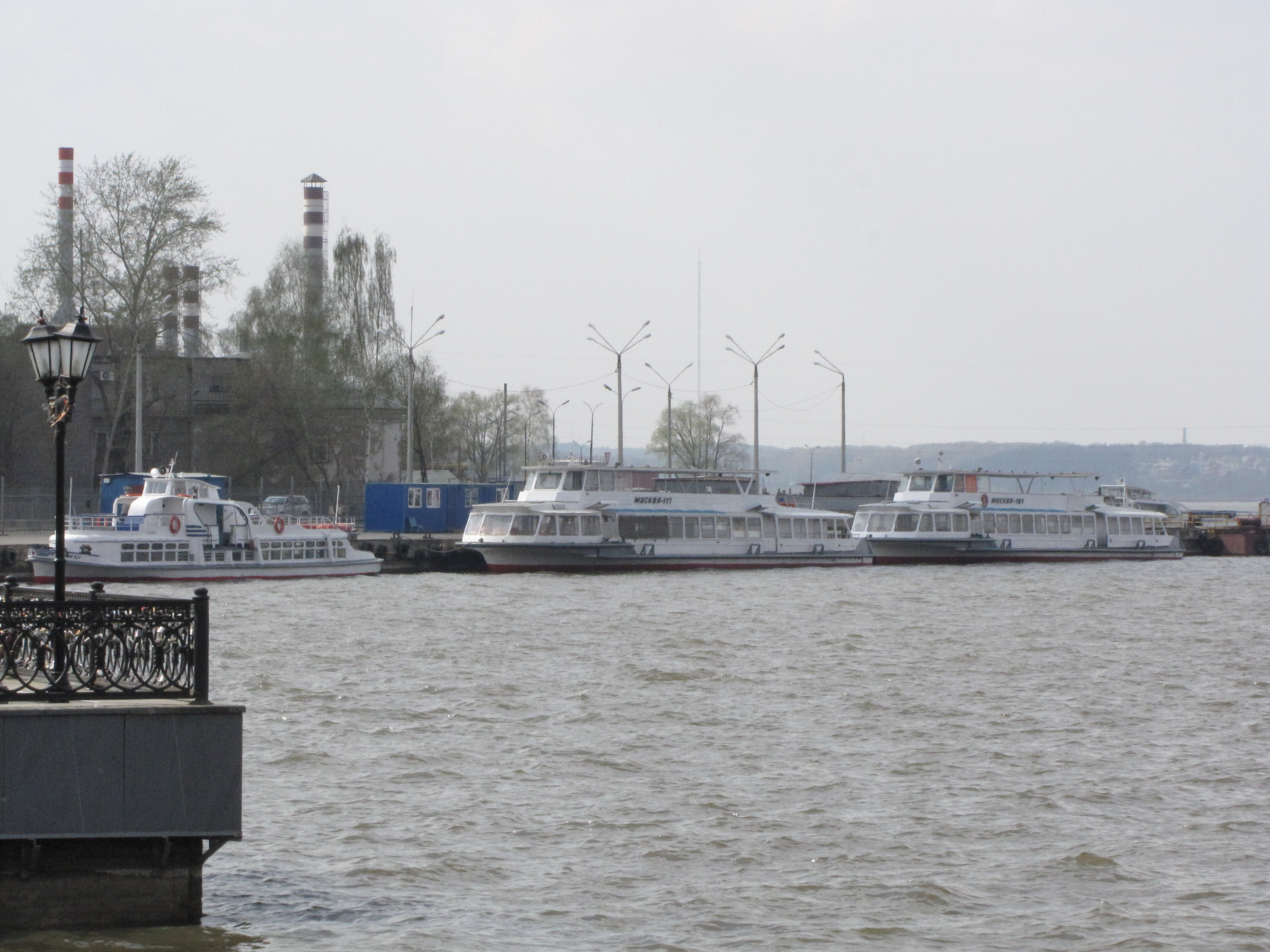
Теплоходы на причале «Ижевск»
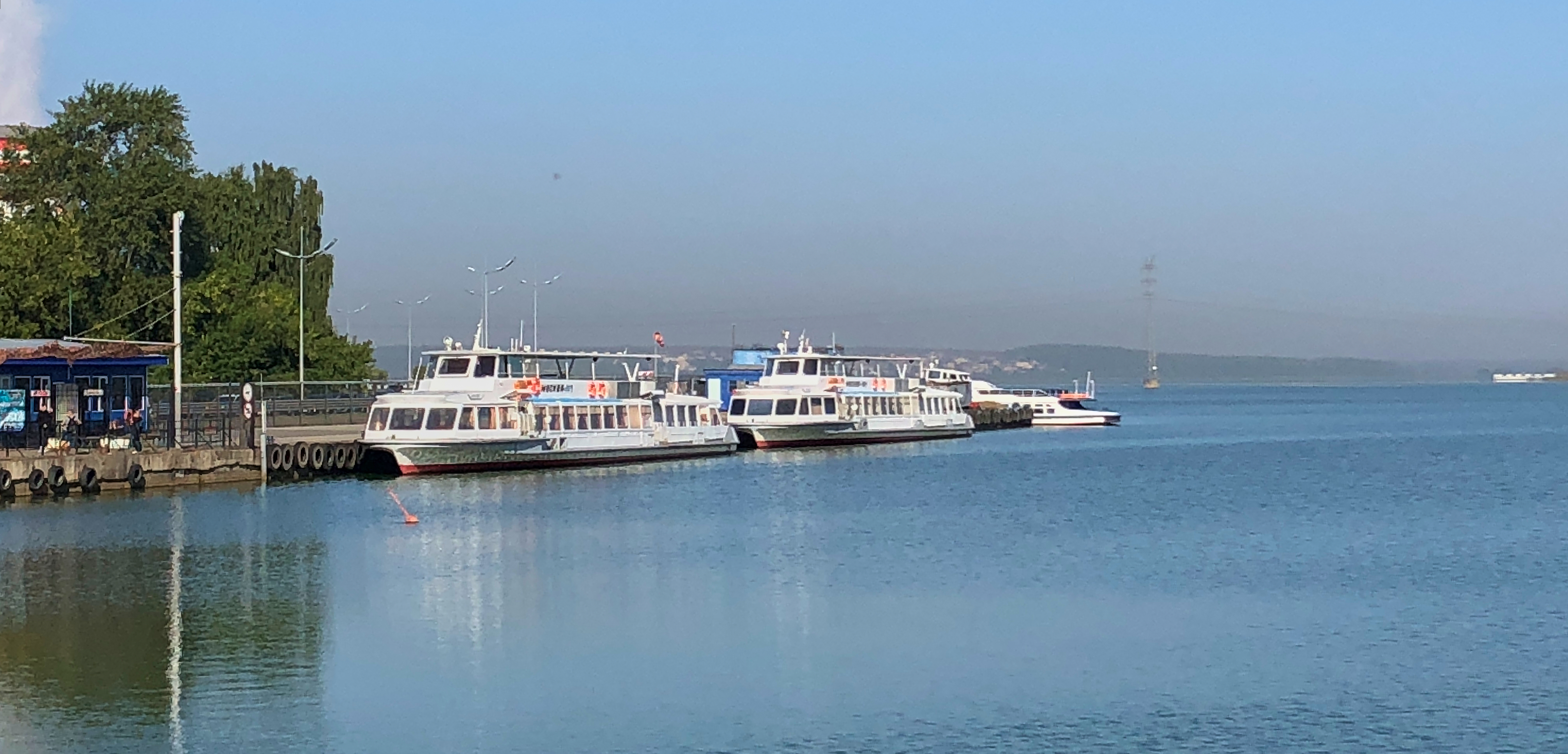
Теплоходы на причале «Ижевск»
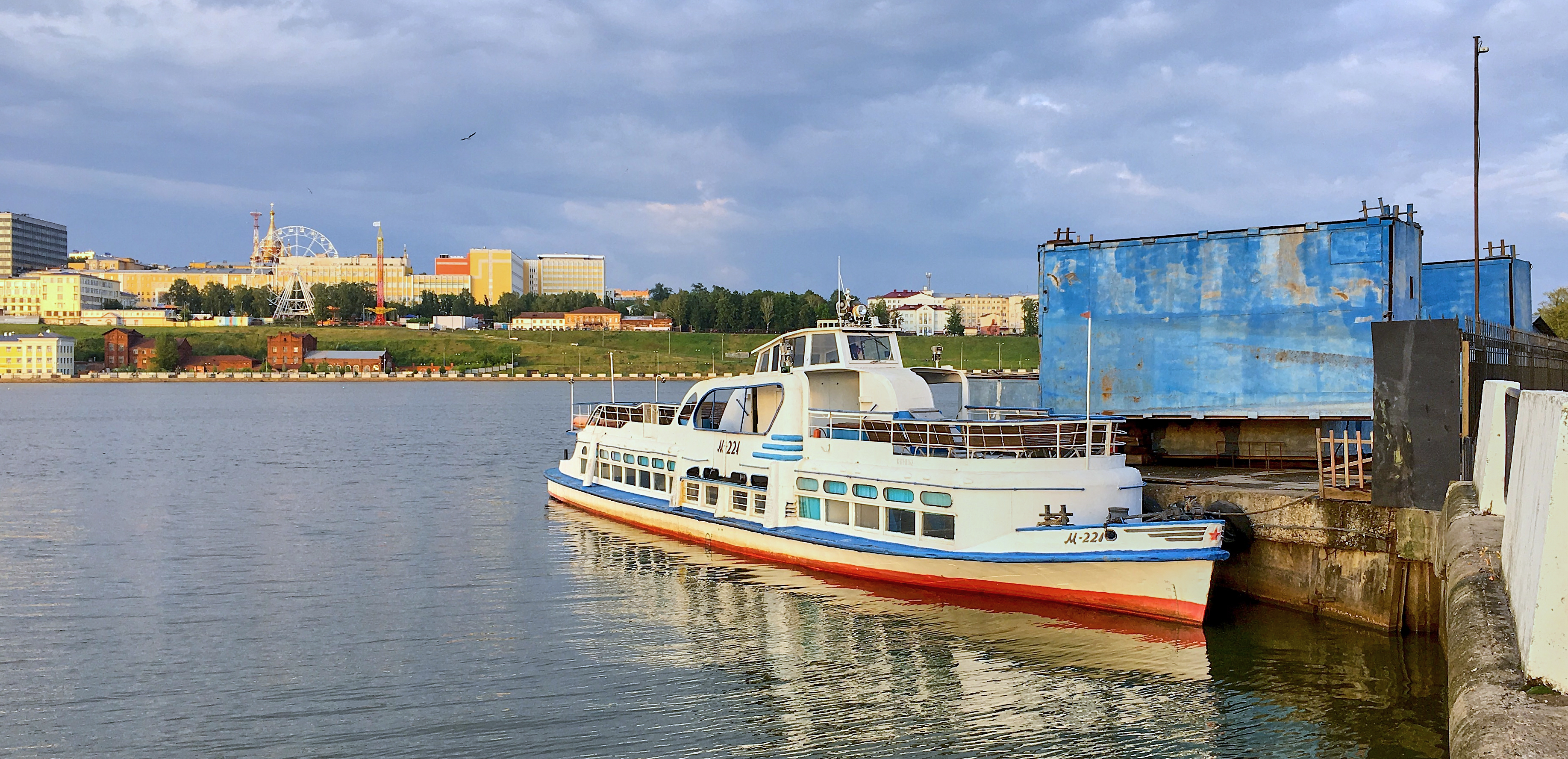
Катер М-221 на причале «Ижевск»
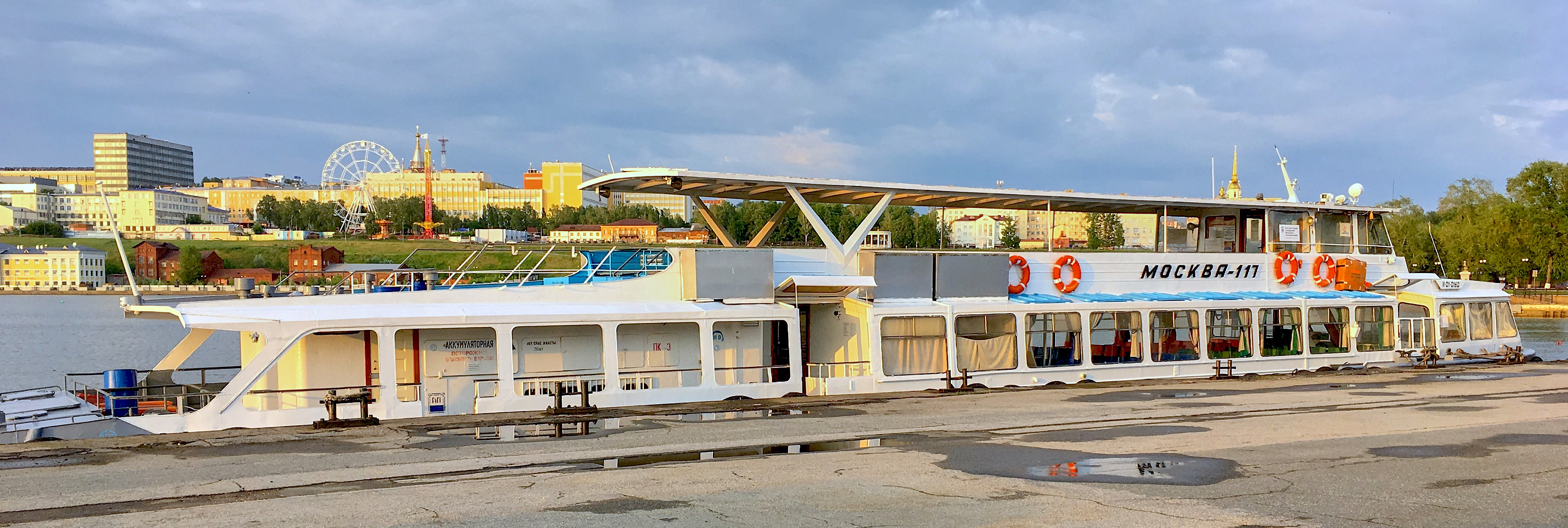
Теплоход Москва-117 на причале «Ижевск»
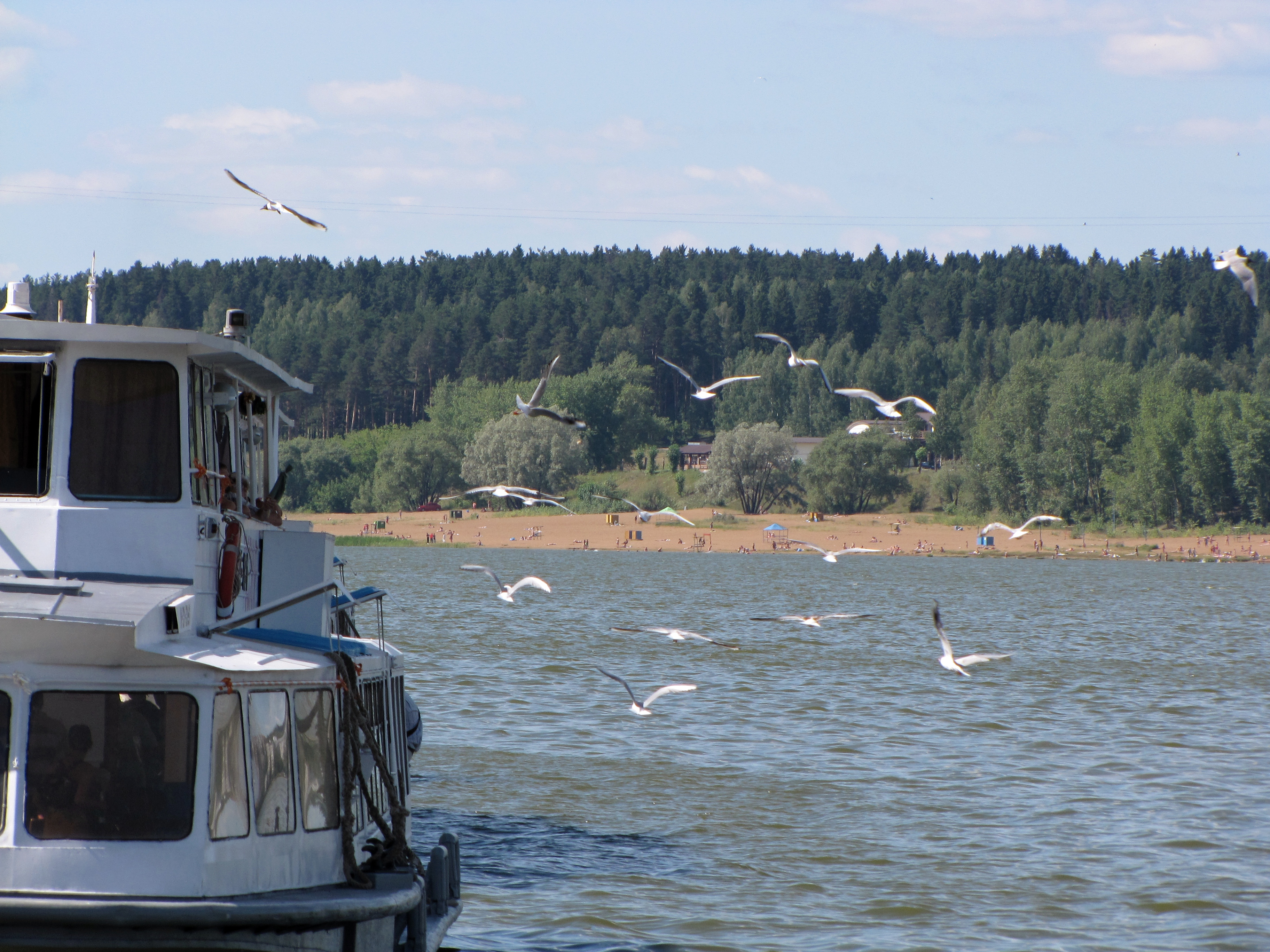
Теплоход во время рейса
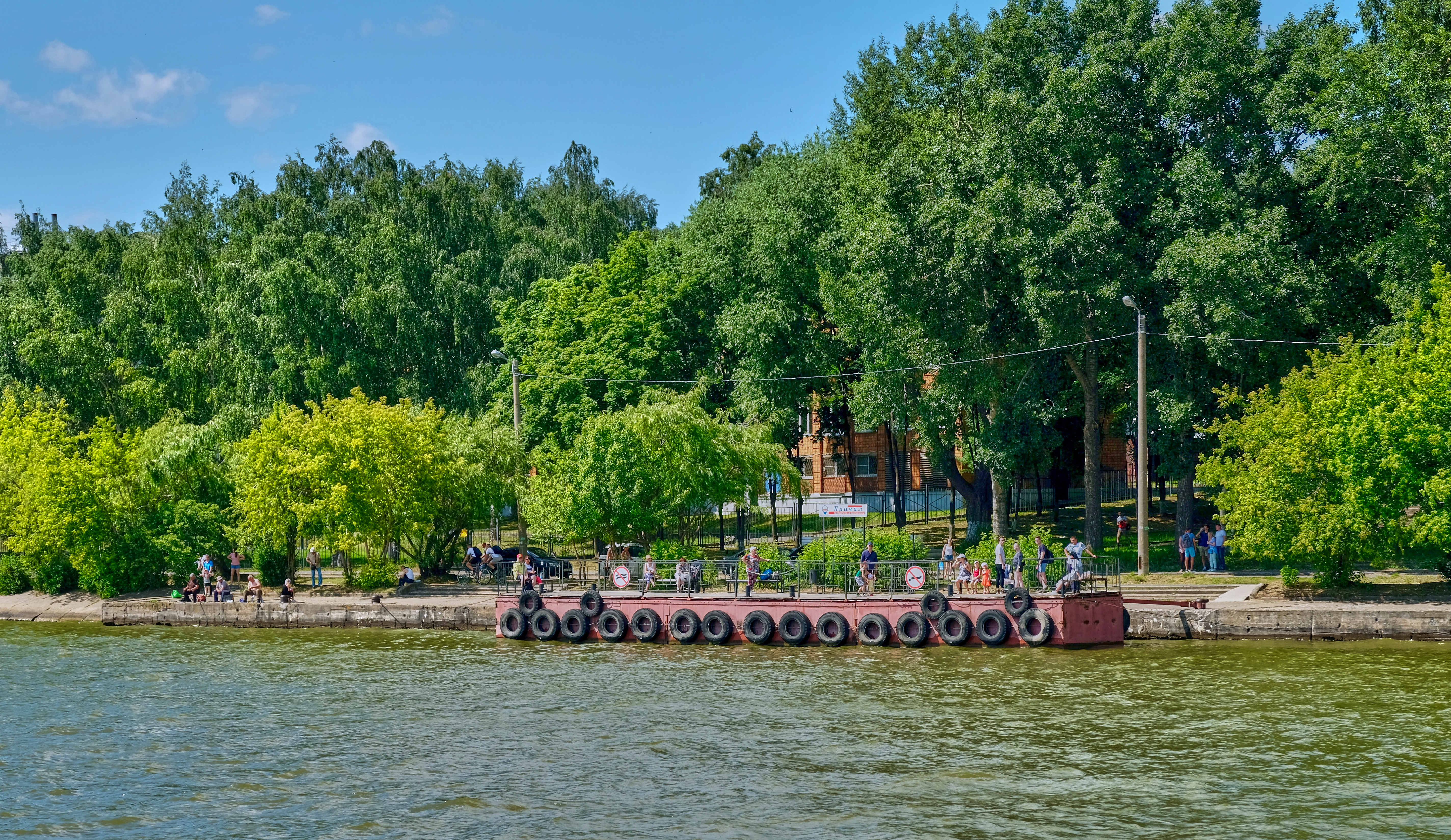
Причал на бульваре им. А. В. Воскресенского
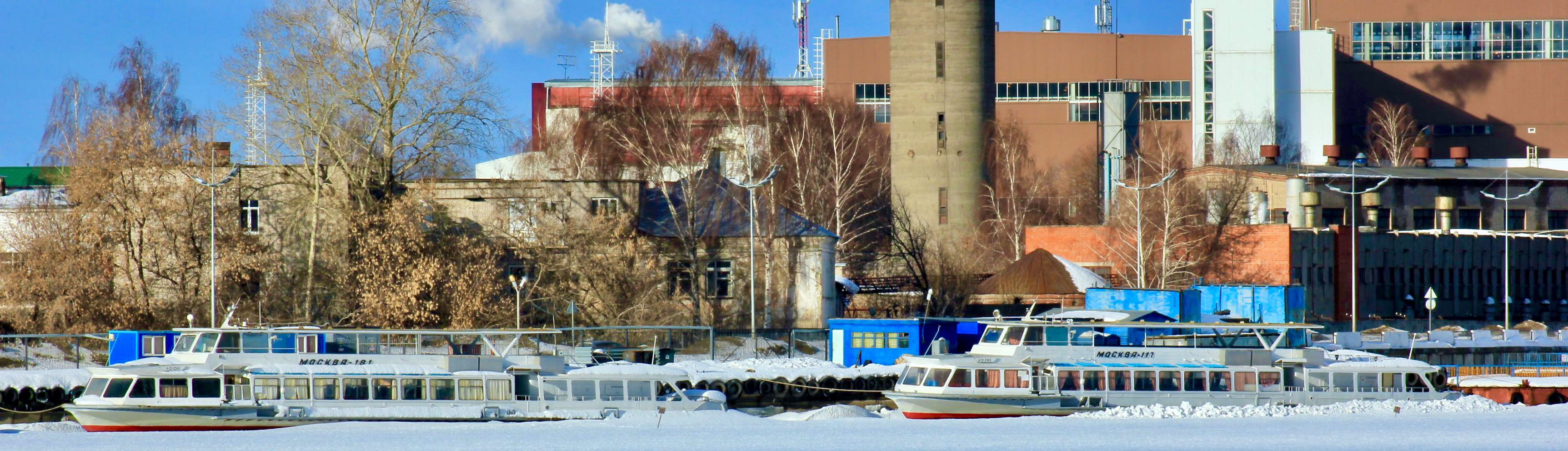
Теплоходы на причале «Ижевск» зимой